# Íþróttabandalag Akraness
L'Íþróttabandalag Akraness, o più comunemente ÍA, è una società polisportiva islandese con sede nella città di Akranes, città a pochi chilometri a nord di Reykjavík. Vanta squadre di calcio, ginnastica, basket, pallavolo, nuoto, karate, baseball, golf, equitazione, badminton e bowling. La sezione calcistica nella stagione 2025 milita in Úrvalsdeild, la massima serie del campionato islandese di calcio.

## Storia
Fondato nel 1946, il club vinse il suo primo campionato di calcio islandese nel 1951 con la squadra di calcio, diventando così la prima società non proveniente dalla capitale Reykjavík ad aggiudicarsi lo scudetto in questo sport. Superando il primo turno e arrivando agli ottavi di finale della Coppa dei Campioni 1975-1976, è a tutt'oggi la squadra di calcio islandese ad essersi spinta più avanti in una competizione europea. Al termine del campionato di Úrvalsdeild 2008 è retrocessa in 1. deild karla.

## Palmarès

### Calcio

#### Competizioni nazionali
La squadra di calcio ha vinto 18 campionati e 9 Coppe d'Islanda, giungendo seconda nelle due competizioni rispettivamente 12 e 9 volte. È dunque la terza squadra più titolata del suo paese alle spalle di KR e Valur.
- Campionato islandese: 18

1951, 1953, 1954, 1957, 1958, 1960, 1970, 1974, 1975, 1977, 1983, 1984, 1992, 1993, 1994, 1995, 1996, 2001
- Coppa d'Islanda: 9

1978, 1982, 1983, 1984, 1986, 1993, 1996, 2000, 2003
- Supercoppa d'Islanda: 1

2004
- Coppa di Lega islandese: 3

1996, 1999, 2003
- 1. deild karla: 5

1968, 1991, 2011, 2018, 2023

### Competizioni internazionali
- Atlantic Cup: 1

2002

#### Altri piazzamenti
- Campionato islandese:

Secondo posto: 1952, 1955, 1959, 1961, 1963, 1964, 1965, 1969, 1978, 1979, 1985, 1997
Terzo posto: 1950, 1956, 1962, 1976, 1980, 1981, 1986, 1987, 1988, 1998, 2003, 2004, 2005, 2007
- Coppa d'Islanda:

Finalista: 1961, 1963, 1964, 1965, 1969, 1974, 1975, 1976, 1999, 2021
Semifinalista: 1960, 1967, 1971, 1973, 1979, 1992, 2001
- Coppa di Lega islandese:

Finalista: 2019
Semifinalista: 2015
- Supercoppa d'Islanda:

Finalista: 1983, 1984, 1985, 1993, 1996, 1997
- 1. deild karla:

Promozione: 2014

## Organico

### Rosa 2012
| N. |                        | Ruolo | Calciatore                  |
| -- | ---------------------- | ----- | --------------------------- |
| 1  | Islanda (bandiera)     | P     | Páll Gísli Jónsson          |
| 2  | Islanda (bandiera)     | D     | Aron Ýmir Pétursson         |
| 3  | Islanda (bandiera)     | D     | Guðjón Heiðar Sveinsson     |
| 4  | Islanda (bandiera)     | D     | Árni Thor Guðmundsson       |
| 5  | Islanda (bandiera)     | D     | Heimir Einarsson (capitano) |
| 6  | Islanda (bandiera)     | C     | Andri Adolphsson            |
| 7  | Inghilterra (bandiera) | A     | Gary Martin                 |
| 8  | Islanda (bandiera)     | C     | Jóhannes Karl Guðjónsson    |
| 9  | Islanda (bandiera)     | A     | Hjörtur Hjartarson          |
| 10 | Islanda (bandiera)     | C     | Ragnar Leósson              |
| 11 | Islanda (bandiera)     | C     | Arnar Már Guðjónsson        |
| 12 | Islanda (bandiera)     | P     | Árni Snær Ólafsson          |
| 13 | Islanda (bandiera)     | A     | Hrannar Hallgrímsson        |
| 14 | Islanda (bandiera)     | C     | Ólafur Valur Valdimarsson   |
| 15 | Islanda (bandiera)     | D     | Guðmundur Böðvar Guðjónsson |

| N.  |                        | Ruolo | Calciatore                 |
| --- | ---------------------- | ----- | -------------------------- |
| 16  | Islanda (bandiera)     | A     | Fannar Freyr Gíslason      |
| 18  | Islanda (bandiera)     | A     | Stefán Þórðarson           |
| 19  | Islanda (bandiera)     | C     | Eggert Kári Karlsson       |
| 20  | Islanda (bandiera)     | C     | Ragnar Þór Gunnarsson      |
| 21  | Islanda (bandiera)     | C     | Arnþór Hringir Kristinsson |
| 23  | Islanda (bandiera)     | C     | Einar Einarsson            |
| 24  | Islanda (bandiera)     | D     | Andri Geir Alexandersson   |
| 27  | Islanda (bandiera)     | D     | Hlynur Hauksson            |
| 29  | Islanda (bandiera)     | A     | Stefán Örn Arnarson        |
| 30  | Islanda (bandiera)     | D     | Ísleifur Örn Guðmundsson   |
| 34  | Islanda (bandiera)     | D     | Lárus Orri Sigurðsson      |
| TBA | Islanda (bandiera)     | D     | Ármann Smári Björnsson     |
| TBA | Islanda (bandiera)     | C     | Zlatko Krkic               |
| TBA | Inghilterra (bandiera) | C     | Mark Doninger              |
| TBA | Islanda (bandiera)     | A     | Garðar Gunnlaugsson        |